# Novo Selo (gmina Vladimirci)
Novo Selo (cyr. Ново Село) – wieś w Serbii, w okręgu maczwańskim, w gminie Vladimirci. W 2011 roku liczyła 95 mieszkańców.